# Liroy
Piotr Krzysztof Liroy-Marzec (Busko Zdrój, Polonia, 12 de julio de 1971), más conocido por su seudónimo Liroy, es un rapero y político polaco, miembro del Sejm desde el 12 de noviembre de 2015 hasta el 11 de noviembre de 2019. Considerado uno de los pioneros del rap y del hip hop polaco, Liroy ha publicado un total de seis álbumes de estudio: East On Da Mic (bajo el alias de PM Cool Lee), Albóóm, Bafangoo Part 1, L,  Bafangoo Part 2 (Dzień Szaka-La), Bestseller y L-Nińo vol. 1, este último en 2006.
En 2015, se retiró de su carrera musical y fue elegido miembro del Sejm como parte del partido Kukiz'15, en representación de Kielce. Anteriormente era legislador independiente. En 2017 fundó su propio partido político, Skuteczni. A finales de 2018 se unió a la Confederación de Libertad e Independencia liderada por Janusz Korwin-Mikke. También es presidente del grupo parlamentario a favor del cannabis medicinal.

## Discografía

### Álbumes
| East On Da Mic (como P.M. Cool Lee)                                                 | - Publicación: 1992 - Discográfica: Starling                             | —  |                 |                   |
| Alboom                                                                              | - Publicación: 10 de julio de 1995 - Discográfica: BMG Ariola Poland     | —  | - POL: +500 000 | - POL: platino x4 |
| L                                                                                   | - Publicación: 7 de junio de 1997 - Discográfica: BMG Ariola Poland      | —  | - POL: +100 000 | - POL: oro        |
| Dzień Szakala (Bafangoo Cz.2)                                                       | - Publicación: 5 de agosto de 1999 - Discográfica: BMG Ariola Poland     | —  | - POL: +100 000 | - POL: platino    |
| Bestseller                                                                          | - Publicación: 19 de noviembre de 2001 - Discográfica: BMG Ariola Poland | 6  | - POL: +50 000  | - POL: oro        |
| L Niño vol. 1                                                                       | - Publicación: 27 de noviembre de 2006 - Discográfica: DEF Entertainment | 46 |                 |                   |
| «—» denota una publicación que no entró en las listas o que el dato es desconocido. |                                                                          |    |                 |                   |

### Álbumes recopilatorios
| 10                                                                                  | - Publicación: 18 de septiembre de 2000 - Discográfica: BMG Ariola Poland | 44 |
| Grandpaparapa (Powrót króla)                                                        | - Publicación: 21 de diciembre de 2007 - Discográfica: DEF Entertainment  | —  |
| «—» denota una publicación que no entró en las listas o que el dato es desconocido. |                                                                           |    |

### EPs
| Título        | Detalles del EP                                                      | Ventas          | Certificaciones |
| ------------- | -------------------------------------------------------------------- | --------------- | --------------- |
| Bafangoo Cz.1 | - Publicación: 11 de marzo de 1996 - Discográfica: BMG Ariola Poland | - POL: +100 000 | - POL: oro      |